# Nuclear Strike
Nuclear Strike (Nuclear Strike 64 sur Nintendo 64) est un jeu vidéo sorti en 1997 sur PC et PlayStation et en 1999 sur Nintendo 64. Le jeu a été développé et édité par Electronic Arts.
La version Nintendo 64 est une version adaptée aux limitations techniques de la console.

## Système de jeu
Le joueur contrôle un hélicoptère de combat.

## Accueil
- Nintendo Power : 6,9/10 (N64)[1]